# Mitologia escocesa
A mitologia escocesa é a coleção de mitos que emergiram ao longo da história da Escócia, às vezes sendo elaboradas por sucessivas gerações, e outras vezes sendo rejeitada e substituída por outras narrativas explicativas.

## Mitos da natureza

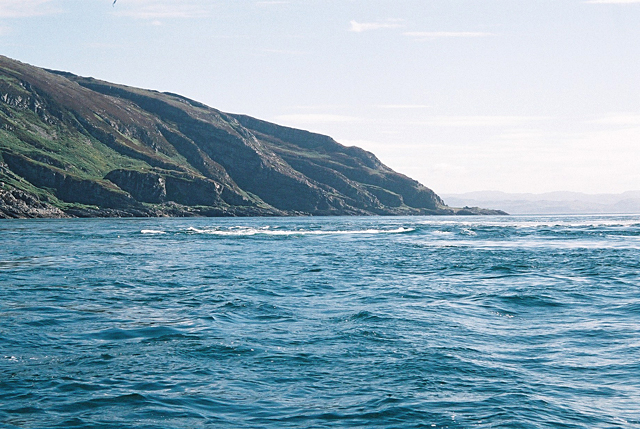
[https://en.wikipedia.org/wiki/Gulf_of_Corryvreckan Corryvreckan

Os mitos e lendas da Escócia têm uma "cor local", como eles contam sobre o modo de vida nos tempos antigos, além de dar uma perspectiva da natureza do país durante diversas estações do ano. Foi a crença de que Beira, a Rainha do Inverno, teve uma firme firmeza no país, levantando tempestades durante janeiro e fevereiro, evitando assim a formação de vegetação. Ela era considerada uma mulher velha e dura e brutal que agitou a ação mortal em espiral de Corryvreckan, inaugurando neve, bem como torrentes resultando no transbordamento de rios. Mesmo a criação de lochs e as montanhas foram atribuídas a ela.
A mitologia escocesa não é como a Mitologia Grega e a Mitologia Romana na medida em que trata de vários aspectos da natureza. Neste contexto, a deusa mais poderosa e temida que representa o inverno é a Beira que governa o inverno por toda a sua duração. Imediatamente, na temporada seguinte, prontamente concede a Dual Lord e Lady, que então desfrutam de igual poder durante a temporada seguinte. Este mito é semelhante ao mito popular do Maias e lida com o poder feminino na "criação e no ciclo do ano". Contudo, Donald Mackenzie em seu livro 'Scottish Wonder Tales from Myth and Legend' afirma que as deusas dos mitos escoceses não são glorificadas, muito ao contrário das deusas de Grécia Antiga.
Os rios da Escócia foram considerados os moradias das deusas com a característica que denotou a natureza do rio, como a Rio Forth sendo chamado de "rio surdo ou silencioso" em virtude de suas condições de fluxo silencioso e Rio Clyde chamado como "o rio purificador", pois causou limpeza e limpeza, transportando "lama e argila" durante a temporada de enchentes.

### Bruxas

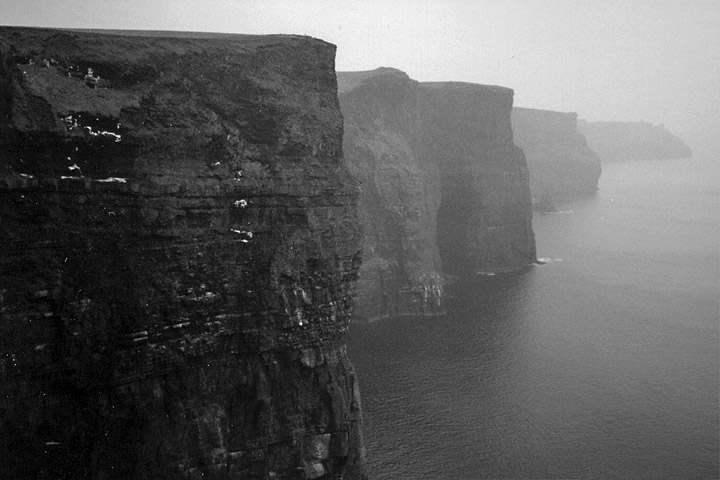
Ceann Caillí ('Hag's Head'), a ponta mais ao sul dos penhascos de Moher, no condado de Clare. Um dos muitos locais nomeados para o Cailleach.

As Deusas celtas eram autoritativos e estavam associados à fertilidade feminina em relação à divindade feminina e à terra. Nos tempos antigos, os celtas e as sociedades nacionais estavam ligados ao corpo da deusa (também atribuído como "deusa tribal") e seu representante na terra era a rainha. Outro personagem "ambivalente" em mitos escoceses foi o "hag", a Deusa, o Gaelic Cailleach, e a Giantess, um ser divino que é prejudicial. A brincadeira também é considerada um "curandeiro" e útil durante o parto e é divina e diz ter "uma longa ascendência e uma longevidade incrível". Ela também é conhecida como "uma vez criadora e destruidora, gentil e feroz, mãe e criadora".

## Mitologia nacional
Várias lendas de origem para os escoceses surgiram durante o período histórico, servindo várias finalidades.
Uma lenda de origem escocesa, ou relato pseudo-histórico da base do povo escocês, aparece em forma adaptada na "Vida" latina do século X de St. Cathróe de Metz. Relata que os colonos da Ásia grega Menor navegaram os mares e chegaram a Cruachan Feli "a montanha da Irlanda", provavelmente para Cruachan Éli (Croagh Patrick, Co. Mayo), um lugar bem conhecido na hagiografia hiberno-latina desde a "história de Tírechán" Coletânea. Enquanto atravessavam a Irlanda, de Clonmacnoise, Armagh e Kildare para Cork, e, finalmente, para Bangor, eles estavam continuamente envolvidos em guerra com o  Pictanei . Depois de algum tempo, eles atravessaram o Mar da Irlanda para invadir a Caledônia Norte da Grã-Bretanha romana, sucessivamente capturando Iona, as cidades de "Rigmhonath" e "Bellathor" no processo. Os últimos lugares são ecoados pela aparência de  Cinnrígmonaid  e  Cinnbelathoir  na  Crônica dos Reis de Alba . O território tão conquistado foi então chamado Scotia depois de Scota, a esposa egípcia do comandante espartano Nél ou Niul, e São Patrick converteu o povo no cristianismo.
Uma vez que os Picts adotaram a cultura gaélica e suas características reais desapareceram da memória, elementos folclóricos preencheram as lacunas da história. Seu "desaparecimento súbito" foi explicado como um abate acontecendo em um banquete oferecido por Kenneth MacAlpin (um motivo de folclore internacional) e foram atribuídos com poderes como os das fadas, preparando brechas de receitas secretas e vivendo em câmaras subterrâneas. No século XVIII, os Picts foram co-optados como uma raça "germânica".

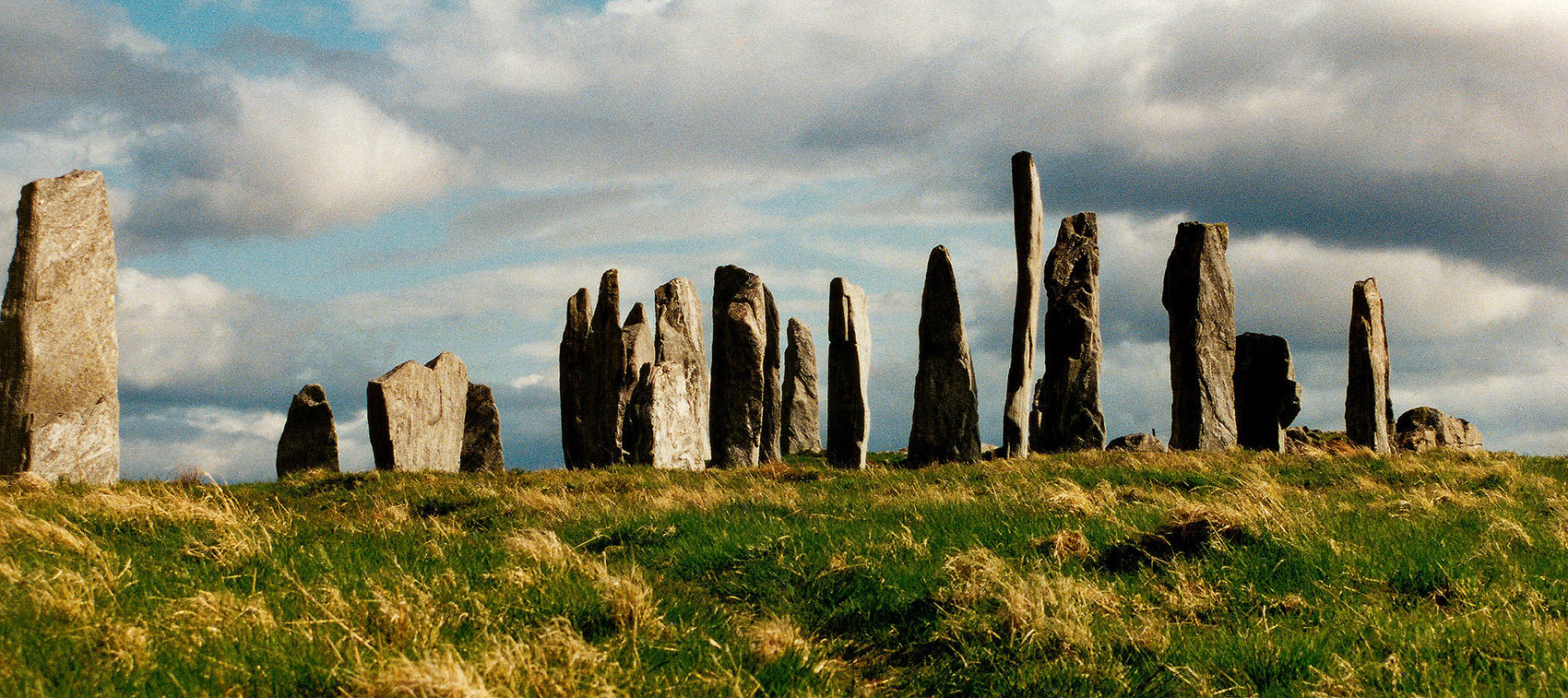
Pedras em forma de Callanish

Nos domínios celtas da Escócia, também conhecido como "Gàidhealtachd", havia antigas estruturas pré-cristãs. No extremo mais distante do noroeste da Escócia, há pedras em Callanish na Ilha de Lewis, em uma posição vertical, semelhante ao Stonehenge; Acredita-se que estes sejam mais antigos do que Stonehenge e estão por mais de 5000 anos e dizem estar denotando a adoração do sol. 